# Stazioni ferroviarie di Bologna
1 Bologna Centrale
2 Bologna Borgo Panigale
3 Bologna Casteldebole
4 Bologna Corticella
5 Bologna Libia 
6 Bologna Mazzini
7 Bologna Rimesse
8 Bologna Roveri
9 Bologna San Ruffillo
10 Bologna San Vitale
11 Bologna Santa Rita
12 Bologna Via Larga
13 Bologna Zanolini
14 Cà dell'Orbo
15 Casalecchio Ceretolo
16 Casalecchio di Reno
17 Casalecchio Garibaldi
18 Casalecchio Palasport
19 Rastignano
20 San Lazzaro di Savena

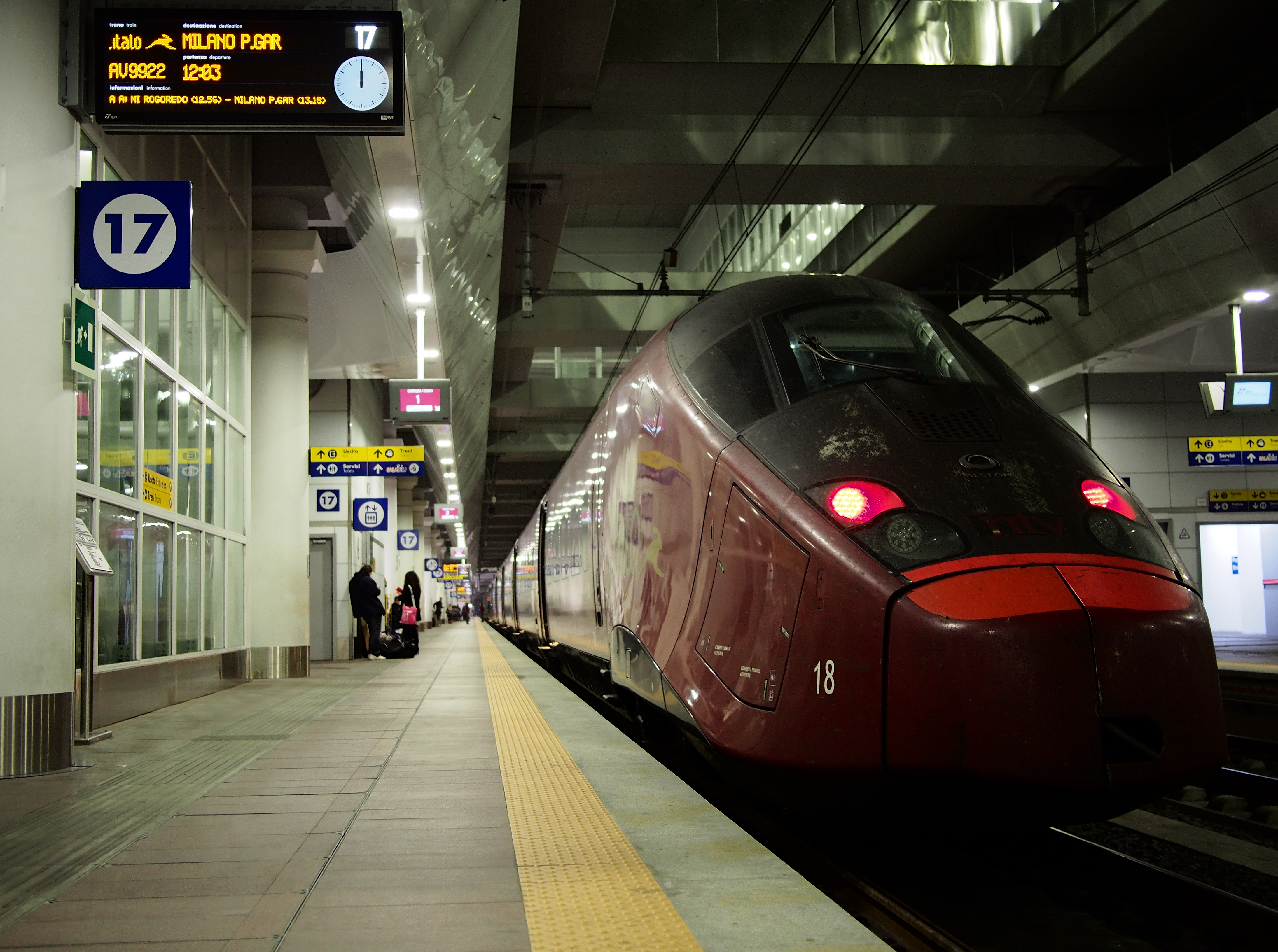
Un treno ad alta velocità Italo in partenza da stazione di Bologna Centrale alla volta di Milano Porta Garibaldi

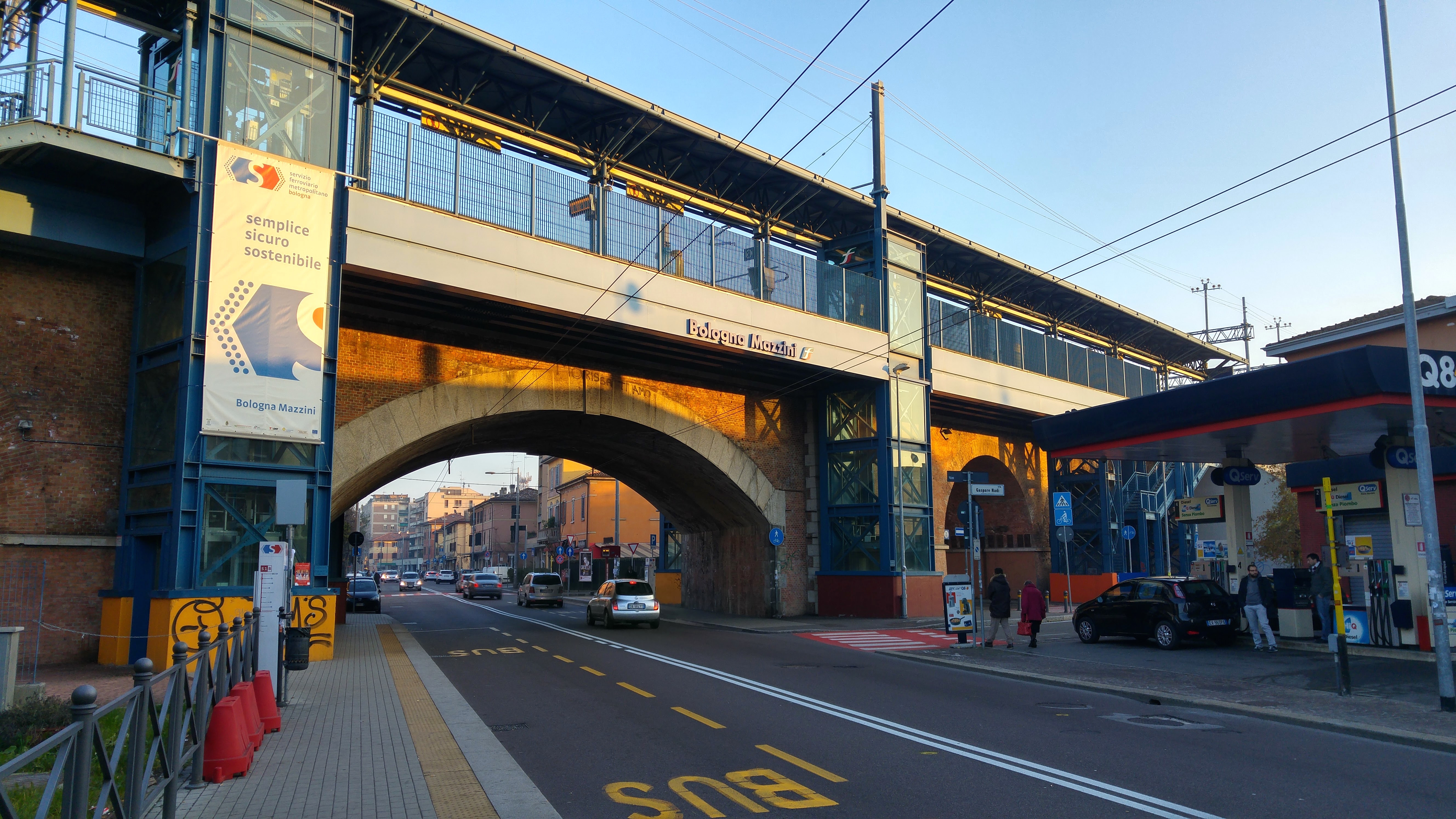
La stazione di Bologna Mazzini vista dalla via Emilia

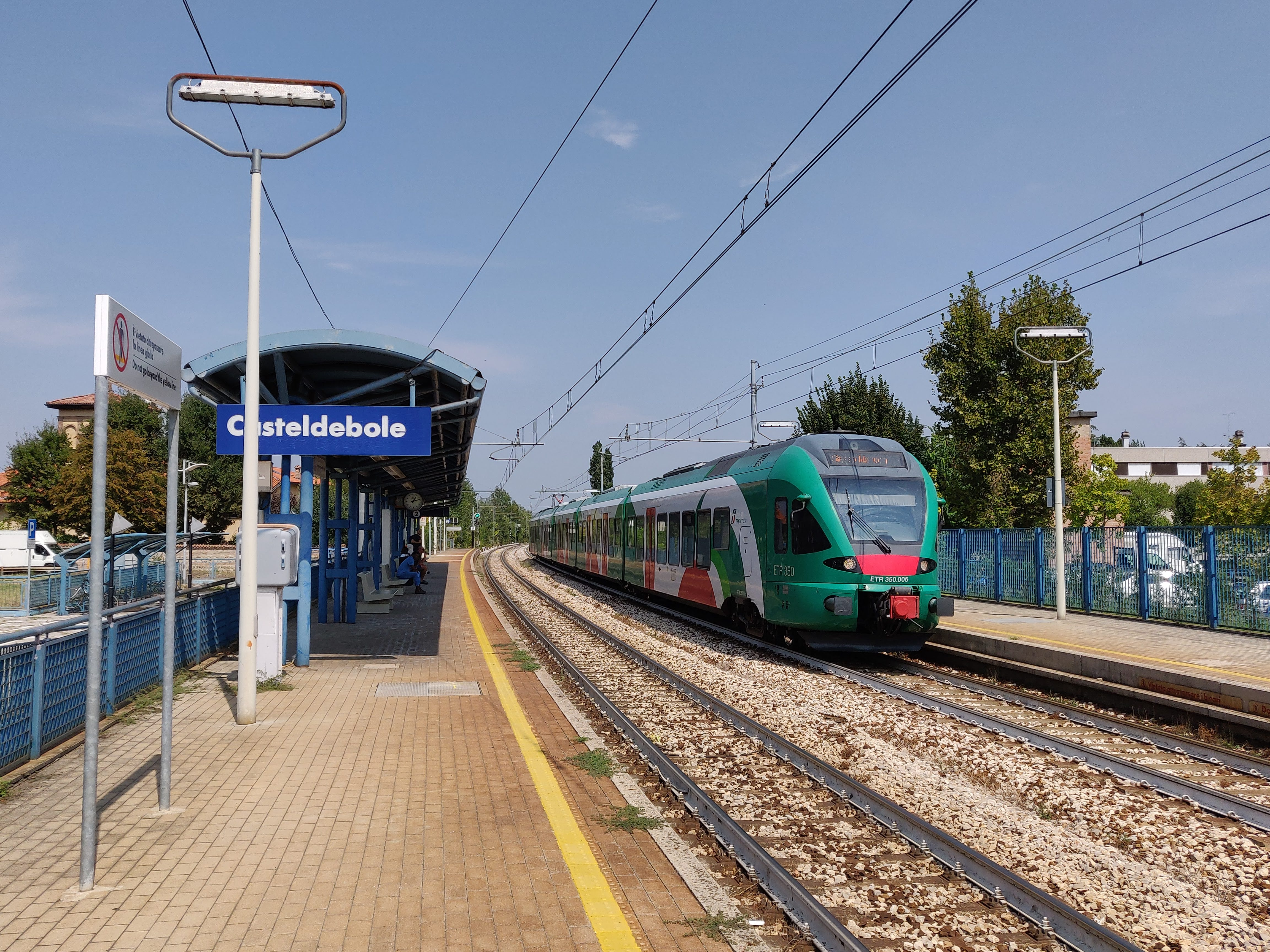
Un treno regionale del servizio ferroviario metropolitano di Bologna in partenza dalla stazione di Casteldebole

La mappa del servizio ferroviario metropolitano di Bologna

La città di Bologna conta 13 stazioni ferroviarie quotidianamente utilizzate per il servizio viaggiatori, di cui sette gestite da Rete Ferroviaria Italiana e sei da Ferrovie Emilia Romagna.
La stazione principale è la stazione di Bologna Centrale, uno dei principali snodi di trasporto d'Italia, da cui si diramano diverse linee nazionali (tradizionali e alta velocità) e regionali.
Il servizio ferroviario metropolitano di Bologna consiste di otto linee radiali che collegano Bologna Centrale ai principali centri della città metropolitana di Bologna, spingendosi fino ad Alto Reno Terme (BO), Vignola (MO), Modena, Poggio Rusco (MN), Ferrara, Portomaggiore (FE), Imola e San Benedetto Val di Sambro (BO).

## Stazioni ferroviarie attualmente in uso

### Trasporto nazionale e AV
- Bologna Centrale è la principale stazione ferroviaria della città e la quinta in Italia per volume di traffico viaggiatori (58 000 000 di viaggiatori all'anno)[1]. Vi convergono numerose linee di rilevanza nazionale: la Milano-Bologna tradizionale e ad alta velocità; l'Adriatica; la Direttissima Bologna-Firenze, affiancata dalla linea ad alta velocità diretta a Roma; la Bologna-Verona; la Bologna-Padova. Inoltre, si attestano a Bologna Centrale diverse linee di rilevanza regionale: la Porrettana (che collega Bologna con i principali centri della valle del Reno, fino ad Alto Reno Terme), la Bologna–Portomaggiore, e la Bologna-Casalecchio-Vignola (che si dirama dalla Porrettana all'altezza di Casalecchio Garibaldi).

### Trasporto regionale e locale (rete RFI)
- Bologna Borgo Panigale, sulla ferrovia Porrettana
- Casteldebole, sulla ferrovia Porrettana
- Bologna Corticella, sulla ferrovia Bologna-Padova
- Bologna Mazzini, sulla ferrovia Bologna-Firenze (direttissima)
- Bologna San Ruffillo, sulla ferrovia Bologna-Firenze
- Bologna San Vitale, stazione di interscambio sulle linee Adriatica e Bologna-Firenze

### Trasporto regionale e locale (rete FER)
Le sei stazioni cittadine di pertinenza di FER sorgono lungo la ferrovia Bologna-Portomaggiore.
- Bologna Libia
- Bologna Rimesse
- Bologna Roveri
- Bologna Santa Rita
- Bologna Via Larga
- Bologna Zanolini

Dall'11 dicembre 2022 la tratta urbana della linea è priva di traffico ferroviario, per via dei lavori di parziale interramento della tratta ferroviaria Bologna Zanolini-Bologna Roveri. Al momento dell'avvio dei lavori, il termine del cantiere, con la conseguente riattivazione del traffico ferroviario, è stato preannunciato per il 30 giugno 2025. Nell'ambito dei lavori verrà realizzata la nuova fermata Libia, mentre le fermate Rimesse e Via Larga verranno ricostruite in trincea.

### Altre stazioni dell'area urbana
Ai fini tariffari, l'area urbana di Bologna comprende anche diverse stazioni ferroviarie che sorgono nel territorio di comuni limitrofi al capoluogo metropolitano:
- Cà dell'Orbo, lungo la ferrovia Bologna-Portomaggiore, nel territorio di Castenaso
- Casalecchio Garibaldi, lungo le linee Porrettana e Casalecchio-Vignola, nel territorio di Casalecchio di Reno
- Casalecchio di Reno, lungo la ferrovia Porrettana, nel territorio di Casalecchio di Reno
- Casalecchio Ceretolo e Casalecchio Palasport, lungo la ferrovia Casalecchio-Vignola, nel territorio di Casalecchio di Reno
- San Lazzaro di Savena, lungo la ferrovia Adriatica, nel territorio di San Lazzaro di Savena
- Rastignano, lungo la ferrovia Bologna-Firenze, nel territorio di Pianoro

### Prospetto
| Nome                   | Inaugurazione  | Stato attuale                 | Viaggiatori al giorno | Servizio ferroviario metropolitano | Tipologia                                                 | Gestore             | Categoria |
| ---------------------- | -------------- | ----------------------------- | --------------------- | ---------------------------------- | --------------------------------------------------------- | ------------------- | --------- |
| Bologna Centrale       | 1859           | In uso                        | 158 900 (al 2011)     | Tutte le linee                     | Stazione di testa e passante, di superficie e sotterranea | RFI/Grandi Stazioni | Platinum  |
| Bologna Borgo Panigale | 1862           | In uso                        | 2 405 (novembre 2019) | Linee S1A, S2A                     | Stazione passante, di superficie                          | RFI                 | Silver    |
| Casteldebole           | 2002           | In uso                        | 884 (novembre 2019)   | Linee S1A, S2A                     | Stazione passante, di superficie                          | RFI                 | Silver    |
| Bologna Corticella     | 1864           | In uso                        | 313 (novembre 2019)   | Linea S4A                          | Stazione passante, di superficie                          | RFI                 | Bronze    |
| Bologna Libia          | In costruzione | Esercizio ferroviario sospeso | -                     | Linea S2B                          | Stazione passante, sotterranea                            | FER                 |           |
| Bologna Mazzini        | 1864           | In uso                        | 599 (novembre 2019)   | Linea S1B                          | Stazione passante, sopraelevata                           | RFI                 | Bronze    |
| Bologna Rimesse        | 1987           | Esercizio ferroviario sospeso | 343 (novembre 2019)   | Linea S2B                          | Stazione passante, di superficie                          | FER                 |           |
| Bologna Roveri         | 1887           | In uso                        | 199 (novembre 2019)   | Linea S2B                          | Stazione passante, di superficie                          | FER                 |           |
| Bologna San Ruffillo   | 1934           | In uso                        | 566 (novembre 2020)   | Linea S1B                          | Stazione passante, di superficie                          | RFI                 | Bronze    |
| Bologna Santa Rita     | 1987           | Esercizio ferroviario sospeso | 153 (novembre 2019)   | Linea S2B                          | Stazione passante, di superficie                          | FER                 |           |
| Bologna San Vitale     | 2014           | In uso                        | 844 (novembre 2019)   | Linee S1B, S4B                     | Stazione passante, sopraelevata                           | RFI                 | Silver    |
| Bologna Via Larga      | 1987           | Esercizio ferroviario sospeso | 510 (novembre 2019)   | Linea S2B                          | Stazione passante, di superficie                          | FER                 |           |
| Bologna Zanolini       | 1887           | Esercizio ferroviario sospeso | 555 (novembre 2020)   | Linea S2B                          | Stazione passante, sotterranea                            | FER                 |           |

## Progetti futuri
- Bologna Borgo Panigale Scala, lungo la ferrovia Milano-Bologna
- Bologna Prati di Caprara, lungo la ferrovia Milano-Bologna
- Bologna Zanardi, lungo la ferrovia Bologna-Padova